# Ілішевський район
Ілі́шевський район (рос. Илишевский район, башк. Илеш районы) — адміністративна одиниця Республіки Башкортостан Російської Федерації.
Адміністративний центр — село Верхньояркеєво.

## Населення
Населення району становить 31708 осіб (2019, 34654 у 2010, 36281 у 2002).
Динаміка національного складу населення за даними переписів.
| Рік  | башкири | татари |
| ---- | ------- | ------ |
| 1970 | 71 %    | 21 %   |
| 1979 | 79 %    | 13 %   |
| 1989 | 63 %    | 30 %   |
| 2002 | 81 %    | 11 %   |

## Адміністративно-територіальний поділ
На території району 22 сільських поселення, які називаються сільськими радами:
| Поселення                      | Площа, км² | Населення, осіб (2002) | Населення, осіб (2010) | Населення, осіб (2019) | Центр            | Населені пункти |
| ------------------------------ | ---------- | ---------------------- | ---------------------- | ---------------------- | ---------------- | --------------- |
| Аккузевська сільська рада      | 62,3       | 1096                   | 948                    | 701                    | Аккузево         | 5               |
| Андрієвська сільська рада      | 79,3       | 1556                   | 1491                   | 1312                   | Андрієвка        | 6               |
| Базітамацька сільська рада     | 102,5      | 2034                   | 1904                   | 1504                   | Базітамак        | 10              |
| Бішкураєвська сільська рада    | 78,5       | 1091                   | 1029                   | 892                    | Бішкураєво       | 5               |
| Дюмеєвська сільська рада       | 103,3      | 1152                   | 1092                   | 873                    | Дюмеєво          | 3               |
| Ігметовська сільська рада      | 88,7       | 1264                   | 1125                   | 975                    | Ігметово         | 4               |
| Ісаметовська сільська рада     | 174,3      | 1414                   | 1214                   | 951                    | Ісаметово        | 4               |
| Ісанбаєвська сільська рада     | 72,5       | 1174                   | 927                    | 774                    | Ісанбаєво        | 3               |
| Ітеєвська сільська рада        | 71,8       | 1099                   | 1048                   | 908                    | Ітеєво           | 3               |
| Ішкаровська сільська рада      | 96,4       | 1369                   | 1331                   | 1111                   | Ішкарово         | 5               |
| Кадировська сільська рада      | 85,2       | 1284                   | 1147                   | 963                    | Кадирово         | 4               |
| Карабашевська сільська рада    | 133,0      | 1552                   | 1421                   | 1285                   | Карабашево       | 3               |
| Кужбахтинська сільська рада    | 88,5       | 1146                   | 1020                   | 900                    | Тазеєво          | 4               |
| Новомедведевська сільська рада | 109,4      | 1519                   | 1361                   | 1115                   | Новомедведево    | 7               |
| Рсаєвська сільська рада        | 73,2       | 928                    | 926                    | 871                    | Рсаєво           | 1               |
| Старокуктовська сільська рада  | 71,1       | 939                    | 955                    | 968                    | Старокуктово     | 3               |
| Сюльтінська сільська рада      | 52,3       | 718                    | 645                    | 537                    | Сюльтіно         | 4               |
| Урметовська сільська рада      | 99,8       | 1229                   | 1069                   | 870                    | Урметово         | 2               |
| Черекулевська сільська рада    | 63,9       | 973                    | 975                    | 989                    | Нижньочерекулево | 2               |
| Юнновська сільська рада        | 121,7      | 1849                   | 1881                   | 2771                   | Верхньояркеєво   | 4               |
| Ябалаковська сільська рада     | 129,6      | 1556                   | 1435                   | 1138                   | Ябалаково        | 4               |
| Яркеєвська сільська рада       | 15,8       | 9339                   | 9710                   | 9300                   | Верхньояркеєво   | 1               |

## Найбільші населені пункти
| №  | Населений пункт | Населення, осіб (2002) | Населення, осіб (2010) |
| -- | --------------- | ---------------------- | ---------------------- |
| 1  | Верхньояркеєво  | 9 339                  | 9 710                  |
| 2  | Нижньояркеєво   | 839                    | 977                    |
| 3  | Рсаєво          | 928                    | 926                    |
| 4  | Андрієвка       | 877                    | 896                    |
| 5  | Дюмеєво         | 878                    | 851                    |
| 6  | Юнни            | 889                    | 814                    |
| 7  | Кадирово        | 832                    | 754                    |
| 8  | Ісаметово       | 811                    | 728                    |
| 9  | Старокуктово    | 665                    | 669                    |
| 10 | Базітамак       | 718                    | 666                    |

## Відомі особистості
У районі народився Ахияров Каміль Шаєхмурзинович (1930) — башкирський педагог.